# 洞水寺
洞水寺（とうすいじ）は、長野県松本市入山辺千手にあった寺院である。

## 概要
徳運寺21世安国宅穏が享保2年（1717年）に建立。千手観音が祀られ、信州筑摩三十三カ所観音霊場4番や、信濃百番の観音霊場に数えられていた。
明治・大正期にかけて参詣者が多く、当時は2棟の建物があったという。
現在は観音堂一宇とみたらしの池（井戸）が残るのみである。
大イチョウは、長野県指定天然記念物になっているが、現在では樹勢が弱り根元から出た木を生かす保存対策が取られている。かつての大樹では、枝の途中から乳房のように気根を垂らしていたので、乳の出の少ない母親も祈願によって乳の出が豊かになると信じられて参拝者が多く、イチョウの周りには石仏が十数体奉納されている。この石仏の中には、元禄の年号が刻まれたものもある。文献によっては、「東水寺」とするものもある。

## 千手の池での奇跡
1806年（文化3年）、洞水寺の脇にある千手（せんぞ）の池の清泉が突然濁り始め、災いの前触れではないかと村人たちが騒いだ。信心深い老婆が参詣し、池に花紙を垂らすと、そこに観音の姿が映った。千手の池は、体に不自由な所がある人や難病の人の回復に霊験があるという噂が広まり、参詣人が増えた。夜通しの参篭をする人が500人も出るほどで、参拝者の列が続き、道筋の桐原（明治8年まで桐原村で、同年に他の4か村とともに旧入山辺村になる）などには、参詣人を当てこんだ臨時の店が並んだ。
千手の池は、北向観音堂（洞水寺）の西北にあり、円形で、差渡し約2メートルである。池の水は霊水であると考えられ、味噌の醸造に用いれば腐敗したり仕損たりしないと言われた。1965年当時でも、かなり遠隔地からこの水を求めに来る向きがなお存在した。

## 札所
- 信州筑摩三十三カ所観音霊場4番
- 信濃百番観音霊場

### ご詠歌
- 『みな上はいずくなるらん洞水寺　赤井の水にうつる星かげ』[4]。

## アクセス
- アルピコ交通（通称・松本電鉄バス）[51･52]入山辺線「大手橋」下車徒歩25分